# 意味ありげな会話

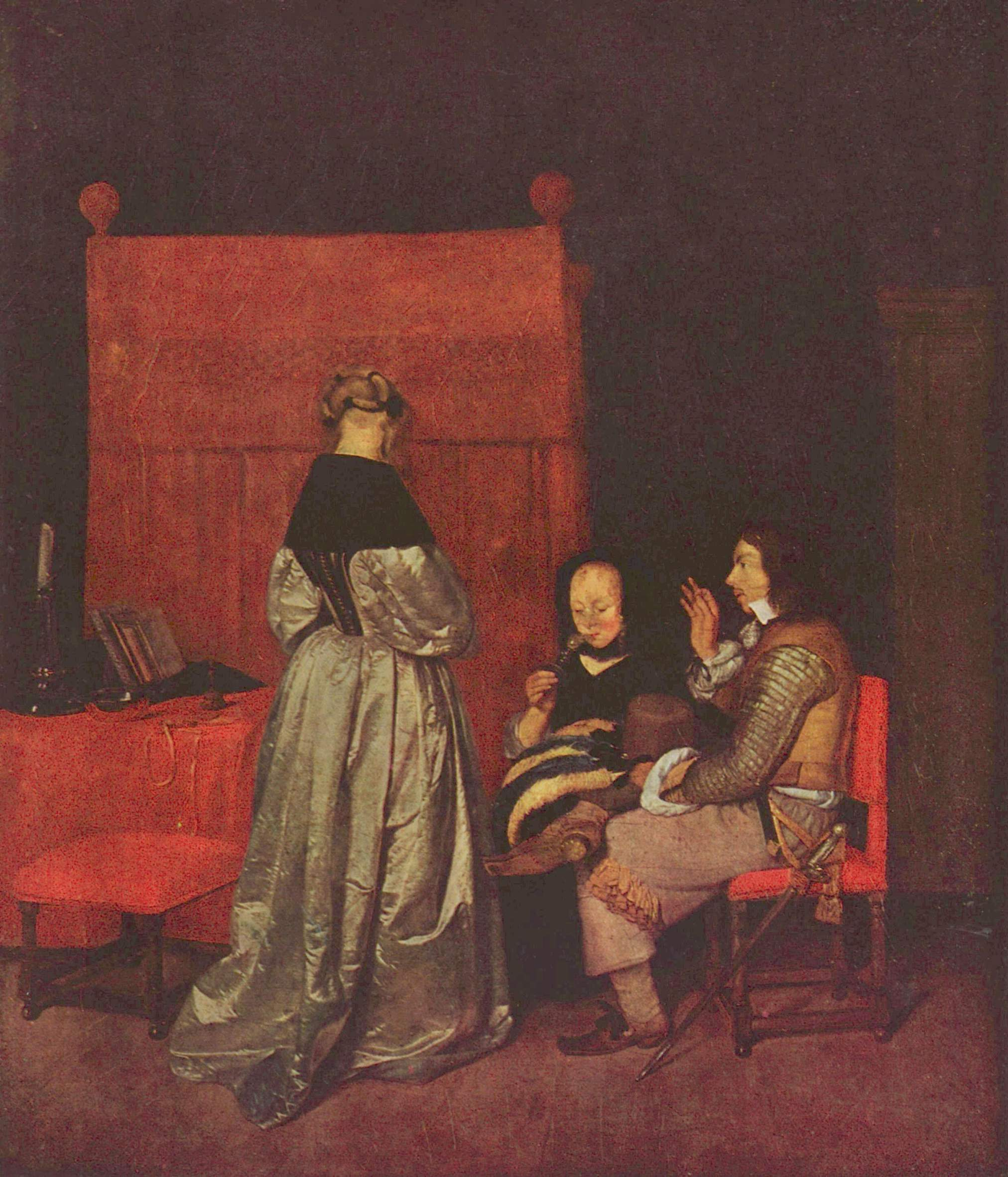
『意味ありげな会話』ベルリン絵画館

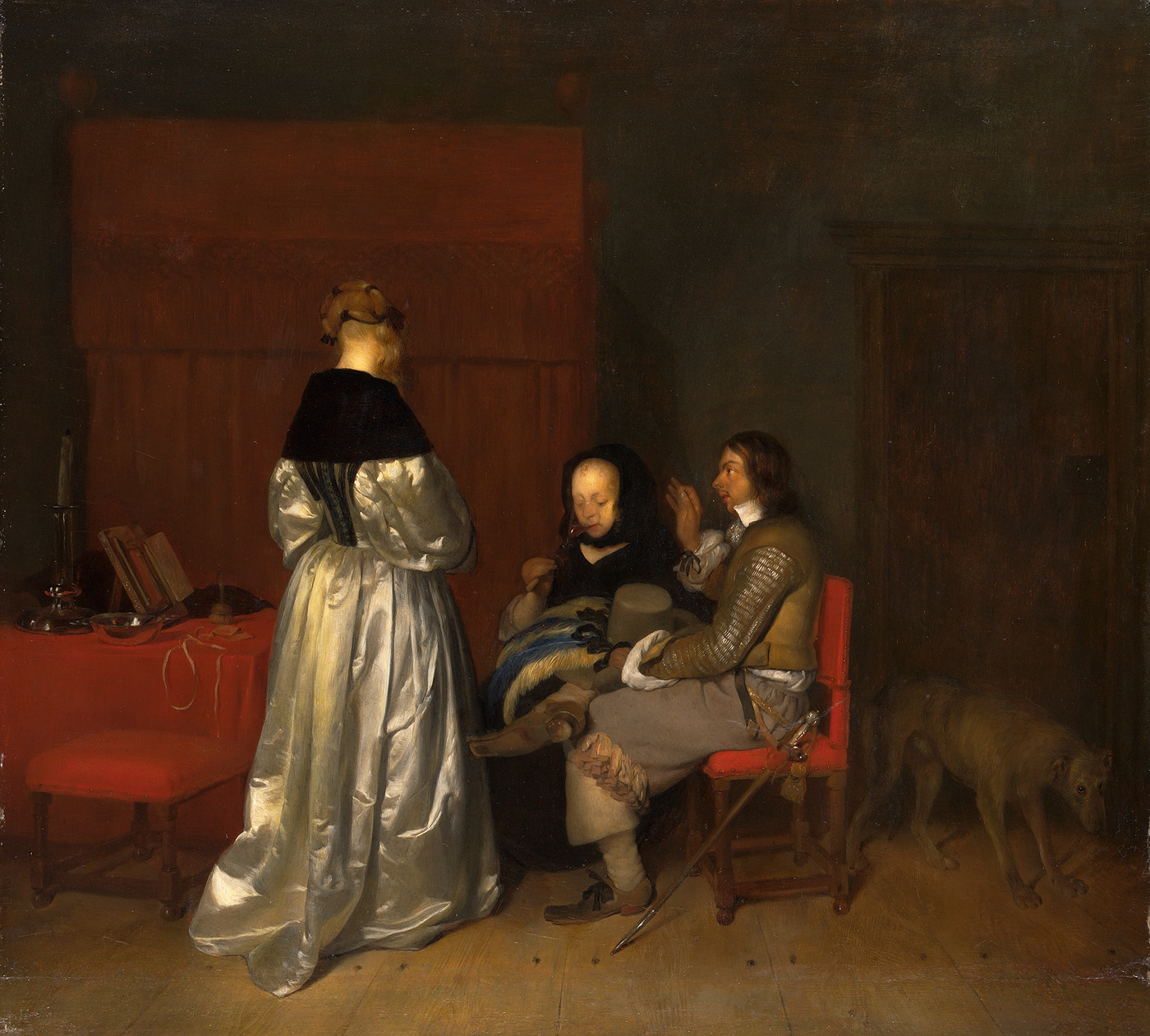
シャルル・ファン・ベフェレン の複製　アムステルダム博物館

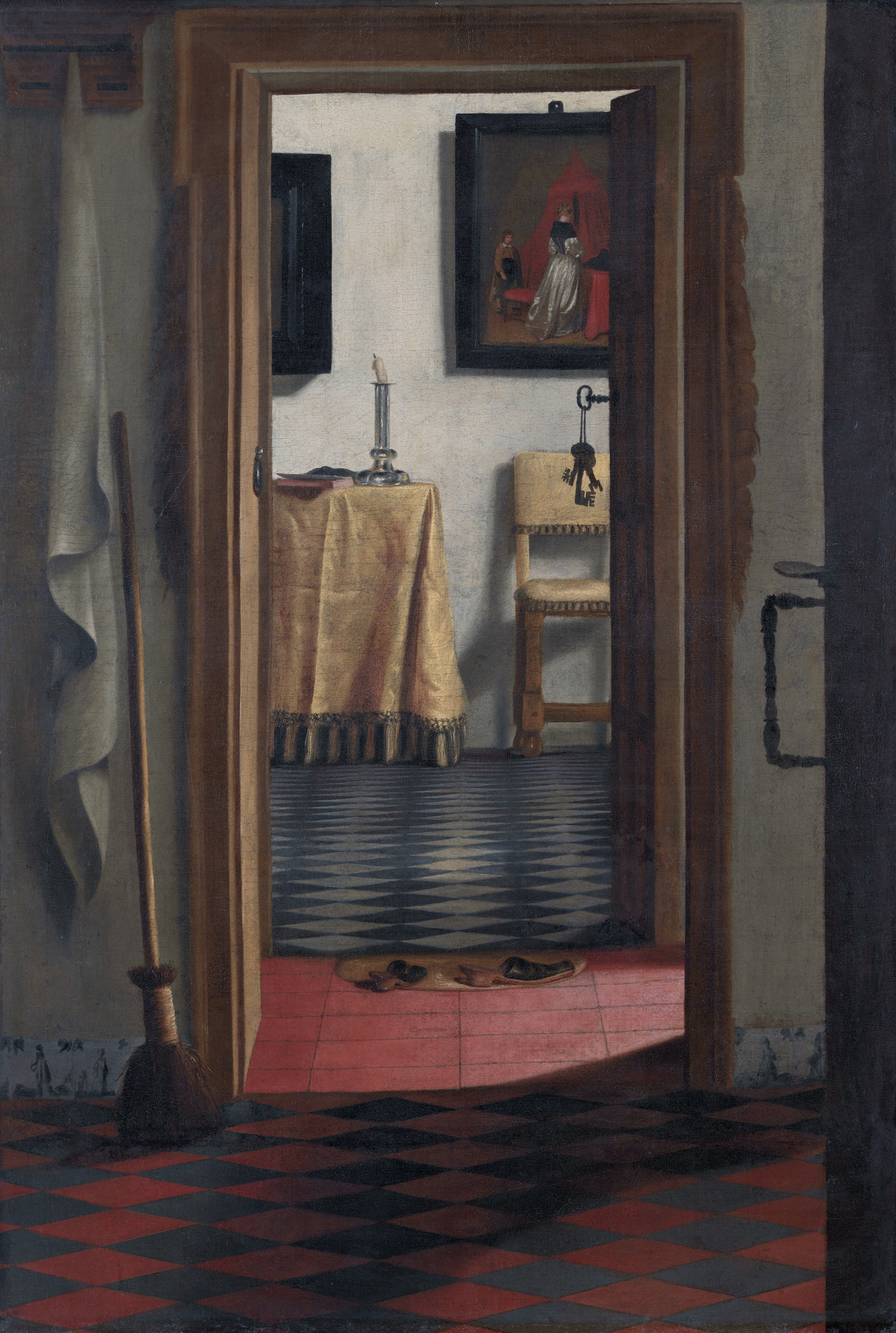
サミュエル・ファン・ホーホストラーテン『部屋履き』(ルーヴル美術館) の画中画としての『意味ありげな会話』

『意味ありげな会話』（いみありげなかいわ、蘭: Galante conversatie、英: The Gallant Conversation）は、オランダ黄金時代の画家ヘラルト・テル・ボルフが1654年にキャンバス上に油彩で制作した絵画である。18世紀後半の本作にもとづくフランスの版画は『父の訓戒』（ちちのくんかい、蘭: De vaderlijke vermaning、英: The Paternal Admonition）と題され、明らかに父が娘を戒めている作品だと信じられていた。しかし、現代の美術史家は、作品が関係を持ちそうな男女の間の会話、具体的には結婚の話し合いを描いているか、あるいは、より可能性が高い主題として、売春宿で娼婦に迫っている顧客を描いているものと見ている。画家による2点のヴァージョンがあり、1点はアムステルダム国立美術館に、もう1点はベルリン絵画館にある。両作とも1654年ごろの制作である。アムステルダムの作品は、縦71センチ、横73センチあり、画面右側は犬とドアで占められている。ベルリンの作品はもっと小さく、縦70センチ、横60センチである 。

## 作品
絵画は、女性に話しかけている男性を表している。女性は、素晴らしい銀色のサテンのガウンを身に着け、そのガウンにより、場面の中心としての彼女に鑑賞者の注意をたちどころに引きつけている。一方、男性は軍服を身に着けており、膝の上に美しい装飾のある帽子を置いている。男性は、手ぶりとやや開けた唇により女性に話しかけているように見える。男性の横にいて、2人の間に座っている女性は俯いて、グラスのワインを飲んでおり、一見すると進行中の会話には興味がないようである。女性の横には、燃えているロウソクのあるテーブル、鏡、白粉のパフ、櫛、垂れさがっているリボンがある。場面は簡素に設定されているが、調度品は2人の女性に似つかわしい女性的優雅さを示唆している。男性の椅子の背後には、みすぼらしい犬が見える。画面後景には、大きなベッドが見える。
輝くサテンのドレスは、背景の暗褐色の色調の中、強いハイライトのように目立ち、鑑賞者の注意を引いている。テル・ボルフはまた、場面を私室に設定している。彼女の左にあるテーブルの上の鏡、白粉のパフ、櫛は、それが彼女の化粧台であることを示している。これらの物が彼女のそばにあることは、ここが彼女の空間であることを意味している。
テル・ボルフは、女性の輝く銀色のサテンのドレスを本物と見まがうように描いている。見事な襞のある、輝く繊維を持つドレスは画面の中心となり、その視覚的触覚的魅惑で、謎めいた女性の後ろ姿とともに魅力的な相互作用をもたらしている。

## 解釈
19世紀と20世紀初期には、鑑賞者は、この場面は、傍らにいる母親がグラスのワインを飲みじっと座る中、父親が娘のよくない行いについて諭しているものであると信じていた。ドイツの詩人ゲーテもこの解釈をしている。しかし、この解釈にはいくつかの問題があり、後の見方では、男性と女性を父娘とするより関係を持ちそうな男女の関わりに注目することになった。以前、父親だと思われた人物は明らかに兵士であり、女性の父親、そして老婦人の夫とするにはあまりに若く、顧客の役割の方にずっと当てはまる。作品の主題として、男性が魅力的な女性に正式に結婚をもちかけている話、または売春宿での協議という2つの状況が提出された。画面の細部の意味は曖昧で、テル・ボルフは鑑賞者にこれら2つの状況のうちどちらが描かれているか判断することを委ねている。
テル・ボルフは、この作品の複製を多数制作した。ベルリンにある作品では、男性が持ち上げている手の指に硬貨を持っていることが判明した。正式な求婚の状況でお金を見せることは考えにくいため、作品の正しい解釈としては売春宿の状況である可能性が高くなる。しかしながら、画面の多くの細部は、どちらの状況であっても適合するものである。老婦人は女性の女衒、または思慮深い母として見ることが可能である。女性の美しいドレスと、テーブルの上の事物に見られるように彼女が自身の外見に気を配っていることは、顧客の気を引くためとも、同様に夫を得るためとも考えられるのである。椅子の背後の犬は、当時の多くの家庭の情景画を想起させるものであるが、この作品では甘やかされたスパニエル犬ではなく、みすぼらしい雑種犬である。
しかしながら、女性の背筋を伸ばした直立姿勢は、売春宿の怪しげな雰囲気よりも正式な状況を示唆している。確かに、絵画は性的なものを内に含んでいる。画面を支配する大きなベッド、テーブルの上の女性の化粧のための品々、兵士の帽子に付いているたくさんの羽根。だが、これらがあるからといって、正式な状況でないとはいえない。テル・ボルフの同時代の人々は、これら2つの状況が究極的に類似していることに気づいていたであろう。そばにベッドが登場しているからといって、必ずしも売春宿の場面を示唆しているわけではないのである。17世紀には、ベッドは一番いい部屋に置かれる、見せびらかすべき高価な家具であったからである。部屋には、ベッド、椅子、テーブル以外ほとんど家具がないため、家具を頼りにして場所を特定することはほとんどできない。

## 複製
この作品は、すぐさま人気あるものとなったようである。テル・ボルフ自身、複数の複製を制作し、他の画家による少なくとも24点の複製もある。サミュエル・ファン・ホーホストラーテンの『部屋履き』 (ルーヴル美術館、パリ) にも背景の壁に見える画中画として描かれている。この作品で、本作の女性ははっきりと見えるが、絵画の残りの部分はドアによって隠れている。